# Lars Busk Sørensen
Lars Busk Sørensen (født 3. april 1930 i Vester Tulstrup, død 13. september 2023) var en dansk digter og salmedigter.
Sørensen var uddannet folkeskolelærer i 1953 fra Nr. Nissum Seminarium.
Han debuterede med digtsamlingen Digte i 1959, mens hans første salmesamling kom i 1986.
I Højskolesangbogen er optaget "Menneske, din egen magt", "Solen begynder at gløde", "Morgen, lys af muligheder" og "Uberørt af byens travlhed". I Den Danske Salmebog findes "Menneske din egen magt" (nummer 370).

## Udvalgt bibliografi
- Lars Busk Sørensen (2021), Tolv nye salmer af Lars Busk Sørensen, ISBN 978-87-7178-136-6, Wikidata  Q124855833